# 藤原米幸
藤原 米幸（ふじわら よねゆき、1946年〈昭和21年〉10月14日 - ）は、日本の政治家。元長崎県南島原市長（2期）。旧有家町長。

## 来歴
長崎県立島原南高等学校卒。卒業後は有家町役場の職員となり、1996年同町長に就任する。町職員時代には日本一長い540メートルの流しそうめんイベントを実現させたほか、阪神・淡路大震災の際はボランティアで炊き出しを行った。有家町は2006年に合併で南島原市となり、合併するまで町長を務めた。
2010年4月25日に行われた南島原市長選挙に立候補し、現職の松島世佳らを破って初当選した。
2014年、無投票で2回目の当選を果たす。
同年5月20日、藤原、副市長の永門末彦ら7人が官製談合防止法違反や公契約関係競売入札妨害の疑いで逮捕された。2012年6月28日に行われたポンプ場の電気設備工事の指名競争入札で、福岡市南区の電気設備会社に最低制限価格を類推できる情報を漏らして落札させた疑いがもたれた。落札価格は9,900万円で、予定価格の93％だった。6月10日、浄水場など別の2件の工事でも最低制限価格に関する情報を知らせるなど便宜を図り落札させたなどとしたとして藤原ら5人が再逮捕された。6月26日、南島原市長を辞職。
2015年3月23日、長崎地裁は加重収賄と官製談合防止法違反の罪で藤原に懲役4年の実刑を言い渡した。弁護側は判決を不服として控訴した。同年9月30日、福岡高裁は一審判決を破棄し、懲役3年6月の実刑を言い渡した。「市の退職金を放棄するなど反省を表した」と情状面を考慮し刑を減軽した。